# Zgaduj z Jessem
Zgaduj z Jessem (ang. Guess with Jess) – brytyjski serial animowany, który emitowany w Polsce na kanale MiniMini+ od 1 maja 2010 roku. Obecnie jest emitowany na Polsat JimJam z nowszą wersją dubbingu. Został wyprodukowany przez brytyjskie studio Ludorum. Bajka przeznaczona jest dla dzieci w wieku 2-4 lat.

## Opis fabuły
Serial opowiada o czarno-białym kocie – Jessem i jego przyjaciołach, którzy obserwują, badają otaczający ich świat i odpowiadają na pytania.

## Bohaterowie
- Jess – znany z kreskówki Listonosz Pat czarno-biały kot.
- Wanda – brązowo-biały kucyk.
- Mimi – różowo-biała króliczka.
- Baa – owca.
- Bella – myszka.
- Horacy – żaba.
- Lusia i Staś – dwa szczeniaki. Są bliźniakami.

## Spis odcinków
| Premiera (MiniMini) | №  | Tytuł polski (pierwsza wersja)                       | Tytuł polski (druga wersja)                  | Tytuł angielski                                  |
| ------------------- | -- | ---------------------------------------------------- | -------------------------------------------- | ------------------------------------------------ |
| SERIA PIERWSZA      |    |                                                      |                                              |                                                  |
| 01.05.2010          | 01 | Jak możemy zrobić łódkę?                             | Jak możemy zrobić łódkę?                     | How Can We Make a Boat?                          |
| 02.05.2010          | 02 | Jak możemy się wszyscy ogrzać?                       | Jak możemy się wszyscy ogrzać?               | How Can We All Keep Warm?                        |
| 03.05.2010          | 03 | Co się stało z gąsienicą Chloe?                      | Co się stało z gąsienicą Chloe?              | What Happened To Chloe The Caterpillar?          |
| 04.05.2010          | 04 | Kiedy kolorowe paski pojawią się ponownie?           | Kiedy wrócą moje kolorowe paski?             | When Will My Coloured Stripes Come Back?         |
| 05.05.2010          | 05 | Kogo słyszałem w dużej kłodzie?                      | Kogo słyszałem w ogromnej kłodzie?           | Who Did I Hear In The Hollow Log?                |
| 06.05.2010          | 06 | Co zrobimy ze śmieciami Mimi?                        |                                              | What Can We Do with Mimi’s Rubbish?              |
| 07.05.2010          | 07 | Kto chce mieszkać na łące Baa?                       |                                              | Who Want’s To Live In Baa's Meadow?              |
| 08.05.2010          | 08 | Dlaczego mrówki odwiedzają Mimi?                     |                                              | Why Are The Ants Visitting Mimi?                 |
| 09.05.2010          | 09 | Dlaczego pająki budują pajęczyny?                    | Dlaczego pająki budują pajęczyny?            | Why Do Spiders Build Webs?                       |
| 10.05.2010          | 10 | Jak możemy przenieść podwórko do środka?             | Jak możemy przenieść podwórko do domu?       | How Can We Bring the Outside Inside?             |
| 11.05.2010          | 11 | Co sprawia że huśtawka się buja?                     |                                              | How Can I Up and Down on the See-saw?            |
| 12.05.2010          | 12 | Jak mogę się ukryć, by nikt mnie nie znalazł?        | Jak się schować, aby nikt mnie nie znalazł?  | How Can I Hide Without Being Found?              |
| 13.05.2010          | 13 | Dlaczego pszczoły robią miód?                        | Dlaczego pszczoły robią miód?                | Why Do Bees Make Honey?                          |
| 14.05.2010          | 14 | Co to za burcząco-grzmiący hałas?                    | Co to za burcząco-dudniący hałas?            | What’s the Grumbly Rumbly Noise?                 |
| 15.05.2010          | 15 | Kiedy sowa robi hoo hoo?                             |                                              | When Will the Owl Go Hoo Hoo?                    |
| 16.05.2010          | 16 | Czego potrzeba by wyhodować fasolę?                  |                                              | What Do We Need to Grow Beans?                   |
| 25.05.2010          | 17 | Kiedy pojawią się gwiazdy?                           | Gdzie podziały się gwiazdy?                  | Where Have All the Stars Gone?                   |
| 18.05.2010          | 18 | Skąd się wzięło tyle biedronek?                      |                                              | Why Are There So Many Ladybirds?                 |
| 19.05.2010          | 19 | Gdzie się schować, żeby obserwować motyle?           |                                              | How Can We Hide to Watch Butterflies?            |
| 20.05.2010          | 20 | Gdzie się podziała kałuża?                           | Gdzie jest moja kałuża?                      | Where’s My Puddle Gone?                          |
| 21.05.2010          | 21 | Gdzie się podział mój cień?                          | Gdzie się podział mój cień?                  | Why Has My Shadow Gone Away?                     |
| 22.05.2010          | 22 | Kiedy znowu pojawi się woda?                         | Kiedy znowu pojawi się woda?                 | When Will the Water Come Back?                   |
| 23.05.2010          | 23 | Jak pomalować lilię wodną na zielono?                | Jak pomalować lilię wodną na zielono?        | How Can We Paint the Lily Pad Green?             |
| 24.05.2010          | 24 | Gdzie zniknęło moje pióro?                           | Gdzie jest moje piórko?                      | Where’s My Feather Gone?                         |
| 25.05.2010          | 25 | Co najbardziej lubię w wiośnie?                      | Co najbardziej lubię w wiośnie?              | What’s My Favourite Thing About Spring?          |
| 26.05.2010          | 26 | Jak zrobić muzykę dla Mimi?                          | Jak stworzyć muzykę dla Mimi?                | How Can We Make Music for Mimi?                  |
| 06.01.2011          | 27 | Jak ozdobić bożonarodzeniowe drzewko?                |                                              | How Can We Decorate a Christmas Tree?            |
| 07.01.2011          | 28 | Gdzie się podział ślimak Sammy?                      | Jak możemy znaleźć ślimaka Sammy’ego?        | How Can We Find Sammy Snail?                     |
| 08.01.2011          | 29 | Dlaczego mój latawiec nie leci?                      |                                              | Why Won’t My Kite Fly?                           |
| 09.01.2011          | 30 | Dlaczego jeż zwija się w kulkę?                      |                                              | Why’s Hedgehog Curled Up In a Ball?              |
| 10.01.2011          | 31 | Jak możemy stworzyć najpiękniejszy na świecie ogród? |                                              | How Can We Make The Most Beautiful Garden Ever?  |
| 11.01.2011          | 32 | Skąd się wzięły kopczyki ziemi w sadzie?             |                                              | Why are There Little Hills in the Orchard?       |
| 12.01.2011          | 33 | Kiedy spadnie śnieg?                                 |                                              | When Will the Snow Come?                         |
| 13.01.2011          | 34 | Do czego może się przydać moja kolekcja?             |                                              | What Can I Do with My Nature Collection?         |
| 14.01.2011          | 35 | Co zrobić żeby brzoskwinia była miękka?              |                                              | How Can I Make My Peach Soft?                    |
| 15.01.2011          | 36 | Jak być szybszym od Stasia i Jusi?                   |                                              | How Can I Go Faster Than Joey and Jinx?          |
| 16.01.2011          | 37 | Jak powinno wyglądać drugie śniadanie?               |                                              | What Shall We Have For Our Harvest Breakfast?    |
| 17.01.2011          | 38 | Jak pomóc Mimi wybrać kapelusz?                      |                                              | What Hat Should Mimi Wear?                       |
| 18.01.2011          | 39 | Co się dzieje z moim drzewkiem?                      |                                              | What’s Happening to My Little Tree?              |
| 19.01.2011          | 40 | Jak pokonać upał?                                    |                                              | How Can We All Keep Cool?                        |
| 20.11.2011          | 41 | Co zrobić żeby nie moknąć podczas koncertu?          |                                              | How Can We Keep Dry for Horace’s Concert?        |
| 21.01.2011          | 42 | Co zrobić żeby karp Kevin nie był smutny?            |                                              | How Can I Make Kevin the Carp Happy in His Pond? |
| 22.01.2011          | 43 | Co zrobić żeby wózek dojechał do bramki?             |                                              | How Can I Make the Trolley Go Faster?            |
| 23.01.2011          | 44 | Jak naprawić koryto Baa?                             |                                              | How Can We Mend Baa’s Trough?                    |
| 24.01.2011          | 45 | Co jest takie zielone i włochate?                    |                                              | What's That Green Hairy Stuff?                   |
| 25.01.2011          | 46 | Jak odnaleźć moich przyjaciół?                       |                                              | How Can I Find My Friends?                       |
| 26.01.2011          | 47 | Kto zakopał pod drzewem żołędzie?                    |                                              | Why are Acorns Buried Under the Tree?            |
| 27.01.2011          | 48 | Co zrobić, żeby brzmieć jak ptaszek?                 |                                              | How Can I Sound Like Brown Bird?                 |
| 28.01.2011          | 49 | Jak nasionko mlecza dostało się do ogródka Mimi?     | Jak nasionko mlecza trafiło do ogródka Mimi? | How Did a Dandelion Seed Get into Mimi’s Garden? |
| 29.01.2011          | 50 | Jak powstrzymać ptaszka przed wyjadaniem nasion?     |                                              | How I Can Stop Little Bird Eating the Seeds?     |
| 30.01.2011          | 51 | Co zrobić żeby Belli było ciepło?                    |                                              | How Can We Help Billie Stay Warm?                |
| 31.01.2011          | 52 | Jakie zwierzątko pływa w stawie Horacego?            |                                              | What’s the Funny Little Creature in the Pond?    |